# Светско првенство у даљинском пливању 2007 — 5 километара за жене
Светско првенство у даљинском пливању 2007. одржано је у оквиру 12 ФИНА светског првенства у воденим спортовима 2007. у Мелбурну. Такмичење је одржано од 18. марта до 25. марта, на плажи Сент Килда. За дисципливу даљинског пивања на 5 km се пријавило 29 такмичарки из 13 земаља учесница, од којих је 28 прошло кроз циљ, а једна је одустала. Ова дисцилина била је на програму 18. марта.
У приложеној табели дат је комплетан пласман такмичарки са постигнутим резултатима. Време је приказано у сатима.

## Резултати
| #  | Име                           | Држава           | Време     | Поени    |
| -- | ----------------------------- | ---------------- | --------- | -------- |
| 1  | Лариса Илченко                | Русија           | 1:00:41.3 | 18       |
| 2  | Екатерина Селиверсова         | Русија           | 1:00:43.6 | 16       |
| 3  | Кејт Брукс-Питерсон           | Аустралија       | 1:00:47.6 | 14       |
| 4  | Брита Камрау-Петерсон         | Немачка          | 1:00:47.7 | 12       |
| 5  | Јана Печанова                 | Чешка            | 1:00:48.1 | 10       |
| 6  | Полијана Окимото              | Бразил           | 1:00:48.7 | 8        |
| 7  | Алесиа Паолини                | Италија          | 1:00:50.1 | 6        |
| 8  | Ева Берглунд                  | Шведска          | 1:00:50.3 | 5        |
| 9  | Ника Козамерник               | Словенија        | 1:00:50.8 | 4        |
| 10 | Yurema Requena Juarez         | Шпанија          | 1:00:50.8 | 3        |
| 11 | Fang Yanqiao                  | Кина             | 1:00:51.0 | 2        |
| 12 | Chloe Sutton                  | Сједињене Државе | 1:00:51.9 | 1        |
| 13 | Wang Yiluo                    | Кина             | 1:00:52.0 |          |
| 14 | Cathy Dietrich                | Француска        | 1:00:52.4 |          |
| 15 | Xenia Lopez Rodriguez         | Шпанија          | 1:00:56.0 |          |
| 16 | Мартина Грималди              | Италија          | 1:00:58.4 |          |
| 17 | Leah Gingrich                 | Сједињене Државе | 1:00:58.5 |          |
| 18 | Alexandra Bagley              | Аустралија       | 1:00:58.5 |          |
| 19 | Штефанија Билер               | Немачка          | 1:01:00.2 |          |
| 20 | Наталија Самородина           | Украјина         | 1:01:14.6 |          |
| 21 | Andreina del Valle Perez      | Венецуела        | 1:02:15.7 |          |
| 22 | Maria da Penha Cruz           | Бразил           | 1:04:20.0 |          |
| 23 | Мишел Савченка Сантијаго      | Венецуела        | 1:07:34.5 |          |
| 24 | Каролина Муреј                | Канада           | 1:08:07.8 |          |
| 25 | Nataly Caldas Calle           | Еквадор          | 1:08:42.2 |          |
| 26 | Francis Mishell Tixe Cobos    | Еквадор          | 1:09:42.4 |          |
| 27 | Марија Габријела Муњоз Дуарте | Гватемала        | 1:10:22.9 |          |
| 28 | Christel Erdmenger Gutierriz  | Гватемала        | 1:20:45.8 |          |
|    | Velia Janse van Rensburg      | Јужна Африка     | одустала  | одустала |